# Deutsches Tanzarchiv Köln

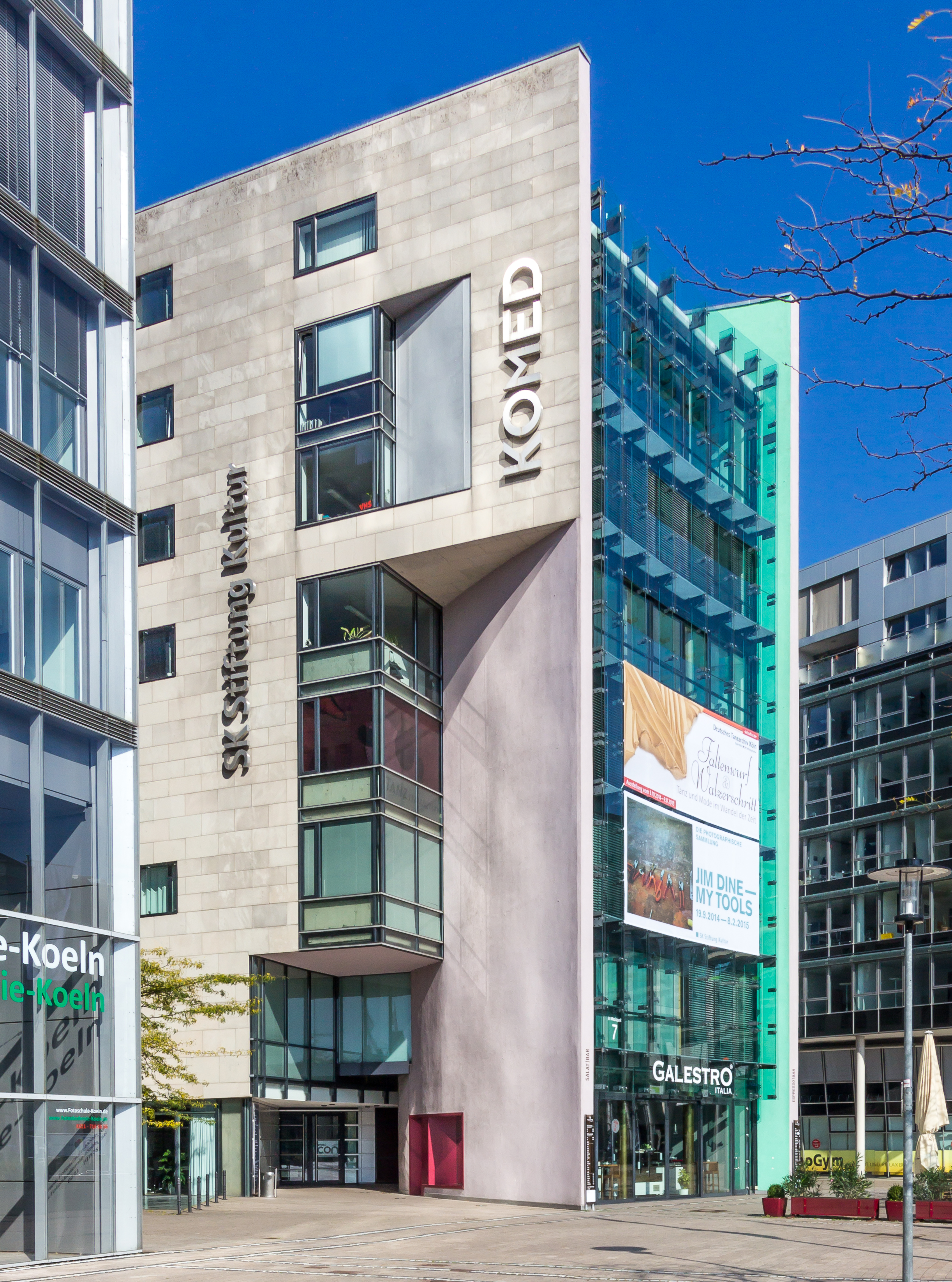
MediaPark 7 in Köln, der Ort des Tanzarchivs, im Oktober 2014

Das Deutsche Tanzarchiv Köln ist ein Informations- und Forschungszentrum im Mediapark in Köln mit Archiv, Bibliothek, Videothek und Museum zur Geschichte und Gegenwart der Tanzkunst, insbesondere des Bühnentanzes.
Das Archiv übernimmt, verwaltet und dokumentiert kontinuierlich die Nachlässe und Tanzdokumente bekannter Persönlichkeiten der Tanzgeschichte, arbeitet diese auf und stellt sie der Öffentlichkeit in Ausstellungen und Publikationen vor.
Das 1997 eröffnete Tanzmuseum der Einrichtung dokumentiert die Geschichte des Tanzes unter wechselnden thematischen Aspekten vornehmlich mit eigenen Beständen – Kunstwerken (Skulpturen, Gemälden, Graphiken), Fotografien, Dokumenten, Kostümen, Requisiten oder Filmen – bis in die Gegenwart, mit Schwerpunkt auf der Tanzgeschichte des 18. bis 20. Jahrhunderts.

## Ort und Träger
Das Tanzarchiv ist im Kölner MediaPark 7 untergebracht. Träger der Einrichtung sind die SK Stiftung Kultur der Sparkasse KölnBonn und die Stadt Köln; die Leitung des Tanzarchivs hatte von 1986 bis März 2025 der Tanzwissenschaftler Frank-Manuel Peter (Stand: Juni 2025).

## Geschichte und Vorläufereinrichtungen
Die Ursprünge des Tanzarchivs reichen bis ins 19. Jahrhundert zurück: Von 1873 an wurden an der Akademie der Tanzlehrkunst in Berlin – erstmals in Deutschland – zur systematischen Dokumentation der Tanzkunst eine Bibliothek und ein Archiv aufgebaut, welches in den 1930er Jahren an den Deutschen Meisterstätten für Tanz von Fritz Böhme als Deutsches Tanzarchiv fortgeführt und mit öffentlichen Mitteln finanziert wurde. Von dessen umfangreichen Beständen blieb allerdings nur eine Sammlung von 20 Scrapbooks vor den Zerstörungen des Zweiten Weltkriegs bewahrt, die sich als Depositum im Berliner Archiv befunden hatten und die bei Kriegsbeginn von der Eigentümerin in die Schweiz mitgenommen worden waren. Das Tanzarchiv selbst wurde bei einem britischen Luftangriff in der Nacht auf den 2. März 1943 komplett zerstört. Nach dem Totalverlust baute Böhme eine neue Sammlung auf, die in mehr als 30 Bücherkisten nach der Burg Seeberg im damaligen Reichsgau Sudetenland, Regierungsbezirk Eger ausgelagert wurde und seitdem verschollen ist. Lediglich eine ganz geringe Anzahl von Büchern dieses zweiten Bestandes sind als Schenkung eines tschechischen Tanzenthusiasten ins heutige Deutsche Tanzarchiv Köln zurückgekehrt.
Nach 1945 knüpfte der Tänzer, Tanzpädagoge und Publizist Kurt Peters an diese Tradition an und baute in privater Initiative das Archiv neu auf, zunächst in Hamburg, ab 1965 in Köln. Diese Bestände wurden schließlich 1985 von der SK Stiftung Kultur aufgekauft und gemeinsam mit dem Kulturamt der Stadt der Öffentlichkeit zugänglich gemacht.

## Bestände
Die Bestände des Tanzarchivs sind gegliedert in vier Abteilungen: Archiv, Bibliothek, Videothek/Filmsammlung und Museale Sammlung.

### Archiv
Das Archiv ist in die drei Bereiche Nachlässe und Sammlungen, Fotoarchiv und Dokumentation untergliedert.
Der Bereich der Nachlässe und Sammlungen umfasst Nachlässe, Teilnachlässe, Vorlässe, durch nahestehende Personen wie Familienangehörige oder Tanzschüler angelegte Personensammlungen sowie thematische Sondersammlungen. Zu diesen über 600 Personenarchiven zählen u. a. umfangreiche Bestände zu Tänzern, Choreographen und Tanzpädagogen wie Isadora, Elizabeth, Anna und Lisa Duncan, Mary Wigman, Harald Kreutzberg, Kurt Jooss, Yvonne Georgi, Dore Hoyer, Vera Skoronel, Birgit Åkesson, Claire Eckstein, Hertha Feist, Lotte Goslar, Niddy Impekoven, Jo Mihaly, Trudi Schoop, Alexander und Clotilde Sacharoff, Leonide Massine, La Jana, Oda Schottmüller, Natascha Trofimowa, Konstanze Vernon oder Vivienne Newport sowie von Tanzschriftstellern und Kritikern wie Fritz Böhme, Max Niehaus, Georg Zivier oder Horst Koegler. Der Bereich der thematischen Sondersammlungen umfasst beispielsweise die Archive von Vereinigungen und Veranstaltern, von Tanz-Zeitschriften und zu speziellen Aspekten angelegte Sammlungen wie zu Reklamemarken mit Tanzmotiv.
Der Bereich des Fotoarchivs umfasst eine zentrale Sammlung mit über 160.000 Fotos und Fotografenarchive zur Tanzgeschichte wie die von Siegfried Enkelmann, Hans Rama, Walter Boje, Fritz Peyer oder Annelise Löffler. Er enthält auch Bestände mit Vintage Prints namhafter Fotografen wie beispielsweise Hugo Erfurth, Albert Renger-Patzsch, Arnold Genthe oder Germaine Krull.
Der Bereich der Dokumentation umfasst etwa 650.000 Zeitungsausschnitte und Pressemappen sowie etwa 25.000 Programmhefte.

### Bibliothek
Die Bibliothek beinhaltet (mit Stand 2023) einen Präsenzbestand von ca. 13.000 Titeln zu allen Themen des Tanzes aus dem In- und Ausland, darunter seltene Bücher seit dem 16. Jahrhundert und zahlreiche Dissertationen. Außerdem sind etwa 16.000 Fachzeitschriften-Hefte zugänglich.

### Videothek/Filmsammlung
Der Bestand der Präsenzvideothek umfasst Produktionen aus verschiedenen Tanzfilmkategorien wie z. B. Tanzfilme, Musicals, Dokumentationen sowie Studio- und Bühnenaufzeichnungen. Ein Schwerpunkt der Sammlung gilt dem Videotanz bzw. Kamerachoreographien. Ein Teilbestand von rund 6.500 Filmen ist über einen Online-Katalog erschlossen.

### Museale Sammlung
Die Sammlung an Kunstwerken mit Tanzbezug enthält einige wenige Beispiele aus dem antiken Griechenland, ferner Skulpturen, Gemälde, mehrere tausend Blatt Originalgraphik (Handzeichnungen, Kupferstiche, Lithographien, Radierungen etc.), mehrere tausend Plakate, ferner beispielsweise Tanzmasken und andere Requisiten und ca. 500 Tanzkostüme (darunter Einzelstücke namhafter Modeschöpfer wie Paul Poiret, Fortuny oder Madame Grès). Auch Nachlässe mit Bezug zum Tanz von bildenden Künstlern wie Ernst Oppler, Arthur Grunenberg und von Raimondo Puccinelli gehören zum Bestand.

## Veröffentlichungen des Archivs
Über die mehr als 60 Publikationen des Tanzarchivs (Stand 2016) informiert eine eigene Seite auf der Webpräsenz.